# وعل سيبيري
الوعل السيبيري (Capra sibirica) هو نوع من جنس الوعول ويستوطن في آسيا الوسطى. يشبه هذا الوعل الوعل الألبي الأوروبي ولذا ما زال تصنيفه محط خلاف إن كان نوعً منفصل أو نويع. يعتبر الوعل السيبيري أكبر الوعول ولا يفوق ارتفاع كتفيه سوى وعل المارخور.